# Interoperabilidad

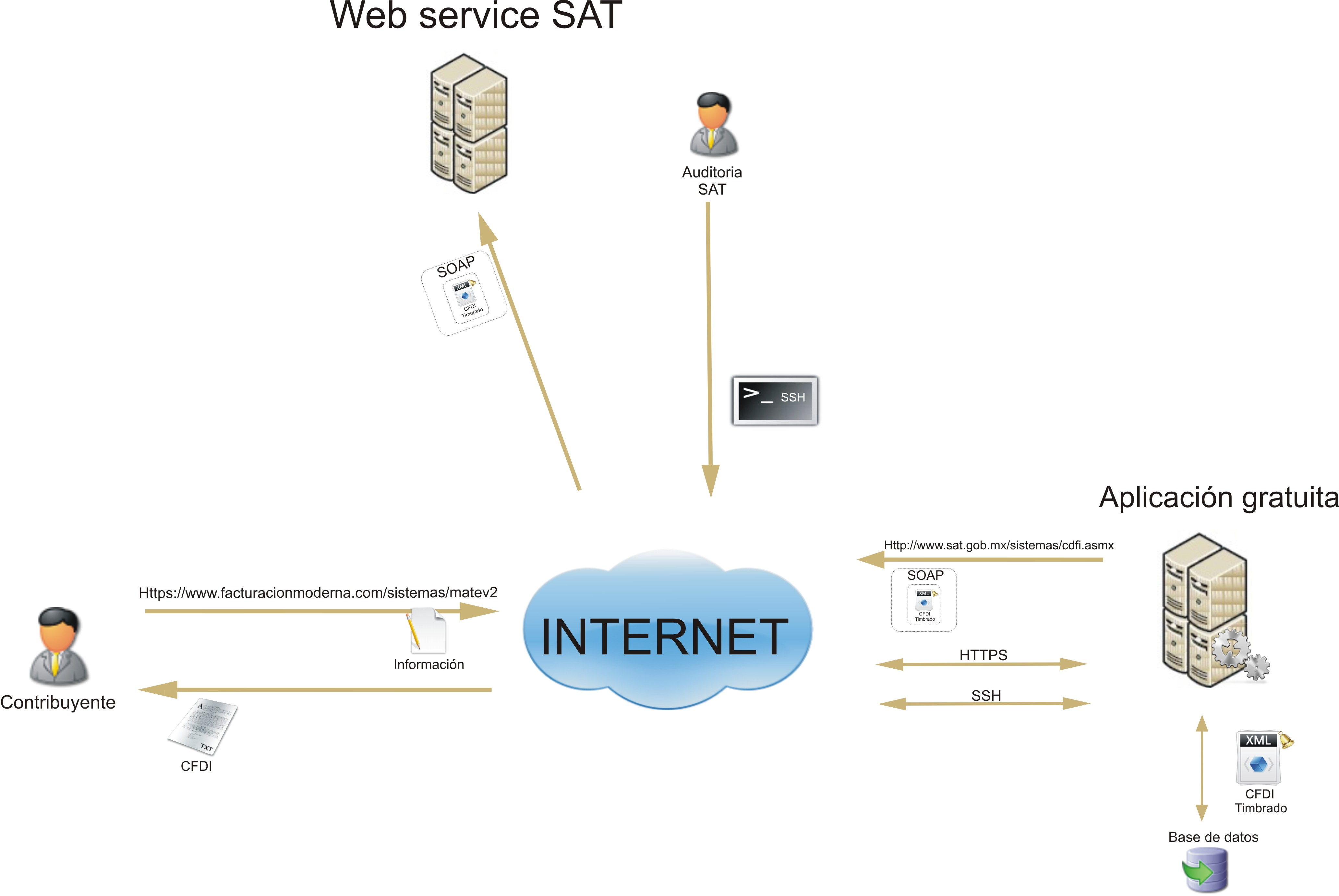

El Instituto de Ingenieros Eléctricos y Electrónicos (IEEE) define interoperabilidad como la capacidad de dos o más sistemas o componentes para intercambiar información y utilizar la información intercambiada.
Más allá de la perspectiva tecnológica, actualmente la interoperabilidad es entendida como un concepto más amplio con un grupo de dimensiones diferenciadas. En este sentido, el Marco Iberoamericano de Interoperabilidad recoge para el ámbito de la administración electrónica una de las definiciones más completas existentes actualmente en línea con la definición dada por la Comisión Europea, definiendo interoperabilidad como «la capacidad de organizaciones y sistemas dispares y diversos para interaccionar con objetivos consensuados y comunes y con la finalidad de obtener beneficios mutuos». La interacción implica que las organizaciones involucradas compartan información y conocimiento a través de sus procesos de negocio, mediante el intercambio de datos entre sus respectivos sistemas de tecnología de la información y las comunicaciones.

## En la Administración
El ámbito de la administración electrónica ha dotado a la interoperabilidad de gran relevancia y ha impulsado estudios científicos que actualmente destacan otras dimensiones por encima de la dimensión técnica de la interoperabilidad. Es precisamente en este contexto donde se impone la interoperabilidad actualmente como uno de los elementos clave para la administración electrónica, reflejado en España a través del Esquema Nacional de Interoperabilidad (ENI).
Además de hablarse de la gobernanza de la interoperabilidad, se reconoce a la interoperabilidad actualmente, al menos, tres dimensiones bien diferenciadas:
- Dimensión técnica
- Dimensión semántica
- Dimensión organizacional

## En el sector de transportes
En el mundo del transporte existen iniciativas que promueven la interoperabilidad de los sistemas ferroviarios. Un caso destacado es la directiva europea 96/48/CE relativa a la interoperabilidad del Sistema Ferroviario Transeuropeo de Alta Velocidad. Esta directiva define la interoperabilidad como la "capacidad para permitir la circulación segura e ininterrumpida de trenes de alta velocidad cumpliendo unos rendimientos específicos". Su objetivo es eliminar las diferencias reglamentarias, técnicas y operativas que actualmente obstaculizan en gran medida la libre circulación de trenes por las fronteras transeuropeas.

## En Latinoamérica
En América Latina, existe el caso más reciente en Perú, y su Proyecto de Gobierno Electrónico, que luego se llamó a partir del año 2009, Plataforma de Interoperabilidad del Estado Peruano - PIDE, basado en la Arquitectura SOA, teniendo como proyecto piloto un servicio denominado Constitución de Empresas en Línea, en la que intervienen cinco entidades públicas, actualmente en funcionamiento. El proyecto se ejecutó entre los años 2007 y 2011, es un proyecto modelo de interoperabilidad de éxito a estudiar, por los actores involucrados (instituciones públicas, organismos internacionales, empresas TI nacionales e internacionales, ciudadanos beneficiarios), estrategias empleadas, liderazgo político y técnico, equipos multidisciplinarios, entre otros. Revisar más en www.iadb.org, www.ongei.gob.pe.
Casos similares, se tiene en Brasil, Chile, Colombia, Uruguay y Venezuela.